# ふかうら開発
株式会社ふかうら開発（ふかうらかいはつ）は、青森県西津軽郡深浦町に本社をおく、第三セクター。

## 沿革
- 1989年10月 - 深浦町第三セクターとして設立
- 1990年4月 - 八森山町民の森、海水浴場管理などの受託業務を開始
- 1991年2月 - JR五能線 北金ケ沢駅乗車券販売業務受託
- 1991年7月 - 旅客不定期航路事業の許可を得る
- 1992年4月 - 海中探勝遊覧船「ミエールふかうら」就航
- 1993年5月 - 加工施設を借り受け水産物加工事業に着手
- 1993年5月 - お食事処『銭エ衛門』営業開始
- 1994年3月 - 青森県水産物加工研究所の支援を受け地元産ワカメを原料としたワカメ麺の開発に成功
- 1994年3月 - 一般貸切旅客自動車運送事業の許可を得る
- 1994年5月 - ワカメ麺を『銭エ衛門カルめん』と命名し販売開始
- 1994年8月 - 一般貸切旅客自動車運送事業開始
- 1994年11月 -（財）むつ小川原地域 ・ 産業振興財団等の支援を得て水産加工施設の建設に着手
- 1995年3月 - 水産加工施設完成
- 1995年4月 - 水産物加工本格操業
- 1995年4月 - 滞在型温泉リゾート施設『ウェスパ椿山』の受託運営を開始
- 1996年4月 - 深浦町地域特産物展示販売施設および、遊覧船ターミナル『ピアハウス』落成
- 1996年10月 - 銭エ衛門カルめんを『つるつるわかめ』に改称
- 1998年4月 - ウェスパ椿山増設コテージ、ならびに展望風呂改修オープン
- 1998年7月 - 東京都中央区八重洲に東京営業所を開設
- 1999年7月 - ウェスパ椿山にレストラン『カミリア』オープン
- 2000年4月 - 風車の丘『白神展望台』、スロープカー、物産館『コロボックル』オープン
- 2001年6月 - 『白神ガラス工房 HOO：フー』オープン
- 2001年7月 - 東京都中央区日本橋に東京営業所移転
- 2001年12月 - JR五能線『ウェスパ椿山駅』開業
- 2002年3月 - 東京営業所廃止
- 2002年5月 - 青森県県産品ブランド商品として『つるつるわかめきしめん風』が認定される
- 2002年10月 - ウェスパ椿山にイベントステージ開設
- 2003年3月 - ウェスパ椿山に温泉スタンド開設
- 2003年4月 - ウェスパ椿山に昆虫資料館開設
- 2020年10月 - ウェスパ椿山閉業

## 主な受賞品
つるつるわかめ
- 1997年 - 優良ふるさと食品中央コンクールにて農林水産大臣賞受賞
- 1998年 - 産地直売推奨品コンクールにて金賞受賞
- 2002年 - 第51回全国水産加工たべもの展にて大阪府知事賞受賞